# Résolution 2002 du Conseil de sécurité des Nations unies
Membres permanents
- Chine
- États-Unis
- France
- Royaume-Uni
- Russie

Membres non permanents
- Afrique du Sud
- Allemagne
- Bosnie-Herzégovine
- Brésil
- Colombie
- Gabon
- Inde
- Liban
- Nigéria
- Portugal

Résolution no 2001 Résolution no 2003
La résolution 2002 du Conseil de sécurité des Nations unies a été adoptée à l'unanimité le 29 juillet 2011. Après avoir rappelé les résolutions 733 (1992), 1519 (en) (2003), 1558 (en) (2004), 1587 (en) (2004), 1630 (en) (2005), 1676 (en) (2006), 1724 (en) (2006), 1744 (en) (2007), 1766 (en) (2007), 1772 (en) (2007), 1801 (en) (2008), 1811 (en) (2008), 1844 (en) (2008), 1853 (en) (2008), 1862 (2009), 1907 (2009), 1916 (en) (2010) et 1972 (en) (2011), le Conseil a durci les sanctions contre l'Érythrée et la Somalie afin d'inclure les individus et les entités qui recrutent ou utilisent des enfants soldats pendant la guerre civile en Somalie, en plus de ceux qui sont responsables d'attaques contre des écoles et des hôpitaux en Somalie.

## Observations
Dans le préambule de la résolution, le Conseil a réaffirmé l'importance de l'accord de paix de Djibouti et de la Charte fédérale de transition comme base d'une résolution du conflit en Somalie. Il a condamné les violations des embargos sur les armes contre l'Érythrée et la Somalie et a appelé tous les États, en particulier ceux de la région, à s'abstenir de violer les embargos. Les membres du Conseil ont souligné la nécessité de renforcer le contrôle des embargos sur les armes et se sont déclarés préoccupés par les actes d'intimidation contre le groupe de contrôle.
Le Conseil s'est déclarée préoccupé par l'aggravation de la situation humanitaire en Somalie et a condamné les restrictions imposées par des groupes armés à l'acheminement de l'aide humanitaire dans le pays et les attaques contre le personnel humanitaire. Entre-temps, il a souligné l'importance d'une allocation responsable et transparente des ressources financières et a appelé à mettre fin au détournement de fonds.
Le Conseil a déterminé que la situation en Somalie, les actions de l'Érythrée « sapant la paix et la réconciliation » en Somalie, ainsi que le différend entre l'Érythrée et Djibouti, continuaient de menacer la paix et la sécurité internationales.

## Actes
Agissant en vertu du chapitre VII de la Charte des Nations unies, le Conseil de sécurité a décidé que les interdictions de voyager, les sanctions économiques et l'embargo sur les armes s'appliqueraient également aux personnes et entités désignées par le Comité qui entravent le processus de paix, recrutent des enfants soldats ou attaquent des écoles et des hôpitaux en violation du droit international.
Le Conseil considérait que tout le commerce non local qui passait par les ports contrôlés par al Shabaab constituait une menace pour la paix, la stabilité et la sécurité de la Somalie et ceux qui participaient à ce commerce étaient passibles de sanctions. À cet égard, il a été demandé au Gouvernement fédéral de transition d'interdire tout commerce de gros navires avec des ports contrôlés par le groupe rebelle.
Le Conseil a appelé à l'acheminement sans entrave de l'aide humanitaire à toutes les personnes dans le besoin en Somalie. Le Conseil a prié le secrétaire général Ban Ki-moon de renouveler le mandat du groupe de surveillance de huit personnes créé par la résolution 1558 (2004) pour une nouvelle période de douze mois; l'une de ses priorités était de superviser les sanctions, d'enquêter sur les violations des mesures, d'enquêter sur les gains dans les ports contrôlés par al Shabaab et de faire un rapport de la situation au Conseil.
Enfin, toutes les organisations internationales et tous les États de la région, y compris l'Érythrée et le gouvernement de transition somalien, ont été instamment priés d'assurer la sécurité du groupe de surveillance.